# Alfons Vansteenwegen
Alfons Vansteenwegen (Leuven 6 juli 1941) is een Vlaams seksuoloog, en relatietherapeut. Hij werd vooral bekend door de publicatie van zijn bestseller "Liefde is een werkwoord", dat 45 herdrukken en tien vertalingen kende. 

## Carrière
Hij was verbonden aan het Instituut voor Familiale en Seksuologische Wetenschappen aan de KU Leuven als voorzitter. Met zijn vrouw Maureen Luyens leidde hij een therapie-centrum voor echtparen. 
Doctor in de Psychologie (PhD), MA Familiale en Seksuologische Wetenschappen, BA Filosofie,Certificaat van studies in de Theologie,Certificaat Specialisatie in de Psychotherapie. 
Onderzoeker in het domein van de psychotherapie voor relationele en seksuele problemen.Verantwoordelijke postgraduaat Opleiding in de echtpaar- gezins- en seksuele therapie en Postacademische Vorming Bemiddeling in familiezaken, KU Leuven.

## Publicaties
Een selectie van zijn publicaties.
- Liefde is een werkwoord (1988)
- Liefde aan het werk ()
- Liefde vraagt tijd (2002)
- Hoe overleef je een liefdesaffaire (2009)
- vreemdgaan met je partner (2009)
- Vast en onzeker, over de veerkracht van vertrouwen (2011)
- Als liefde zoveel jaar kan duren, genieten van liefde na 50 (2017)

## Erkentelijkheid
Zijn werk werd bekroond met de prestigieuze tweejaarlijkse Nederlandse seksuologieprijs van Emde Boas-Van Ussel.  
Voor zijn levenslange werk in de seksuologie kreeg hij in juni 2011 de internationale onderscheiding: de gouden medaille van de World Association for Sexual Health (WAS).